# Avengers Assemble: Flight Force
Avengers Assemble: Flight Force is een stalen overdekte lanceerachtbaan in het Franse attractiepark Walt Disney Studios Park in disneyland Paris. De achtbaan staat in het themagebied Avengers Campus en draait om de personages van de filmreeks The Avengers. Avengers Assemble: Flight Force verving de attractie Rock 'n' Roller Coaster. Echter, het baanverloop van de achtbaan is ongewijzigd gebleven.

## Geschiedenis
Vlak nadat Disneyland Parijs overgenomen werd door de Walt Disney Company maakte het bedrijf bekend dat er €2 miljard geïnvesteerd zou worden in het Walt Disney Studios Park. Fase 1 van het project bevat het toevoegen van het themagebied Avengers Campus. Om plaats te maken voor Avengers Assemble: Flight Force werd op 1 september 2019 Rock 'n' Roller Coaster gesloten om vervolgens omgebouwd te worden. Op 12 april 2022, de 30e verjaardag van Disneyland Parijs, werd de naam van de nieuwe achtbaan bekendgemaakt. Ook is het de eerste attractie in het Walt Disney Studios Park met een geavanceerde animatronic. Op 20 juli 2022 opende achtbaan voor het publiek. In de dagen voor de opening was de attractie al toegankelijk voor onder meer genodigden, personeel, media en abonnees van het park.

## Technisch
De achtbaan is 1037 meter lang en behaalt een topsnelheid van 92 km/u. Tijdens de rit wordt een hoogte behaald van 24 meter en worden drie inversies doormaakt. Een rit in Avengers Assemble: Flight Force duurt 1:22 minuten. De baan is gefabriceerd door het Nederlandse bedrijf Vekoma. De theoretische capaciteit van de attractie is 1800 personen/uur. Het baanverloop is vrijwel identiek aan de achtbaan Xpress: Platform 13 in Walibi Holland.

## Rolverdeling
| Acteur / Actrice | Personage                      |
| ---------------- | ------------------------------ |
| Brie Larson      | Carol Danvers / Captain Marvel |
| Kerry Condon     | F.R.I.D.A.Y.                   |
| Jon Bailey       | Rocket Raccoon                 |
| Anthony Mackie   | Sam Wilson / Captain America   |
| Iman Vellani     | Kamala Khan / Ms. Marvel       |

Disneyland Paris · Lijst van attracties in Walt Disney Studios Park · afbeeldingen